# Iowa State Fair
Die Iowa State Fair ist eine der ältesten und größten Landwirtschafts- und Vergnügungsmessen in den Vereinigten Staaten. Sie findet jährlich im August in Des Moines, Iowa, statt und zieht Besucher aus der gesamten Region und darüber hinaus an. Die Messe bietet eine vielfältige Mischung aus landwirtschaftlichen Ausstellungen, Unterhaltung, Essen, Wettbewerben und Attraktionen für die ganze Familie.

## Geschichte
Die Geschichte der Iowa State Fair reicht bis ins Jahr 1854 zurück, als die erste Messe in Fairfield, Iowa, abgehalten wurde. In den Anfangsjahren war die Messe ein Ort für landwirtschaftliche Ausstellungen, auf denen die Bauern ihre besten Produkte präsentierten und wettbewerben konnten. Im Laufe der Zeit wuchs die Messe sowohl in Bezug auf die Anzahl der Besucher als auch auf die Vielfalt der Veranstaltungen.

## Veranstaltungen und Highlights

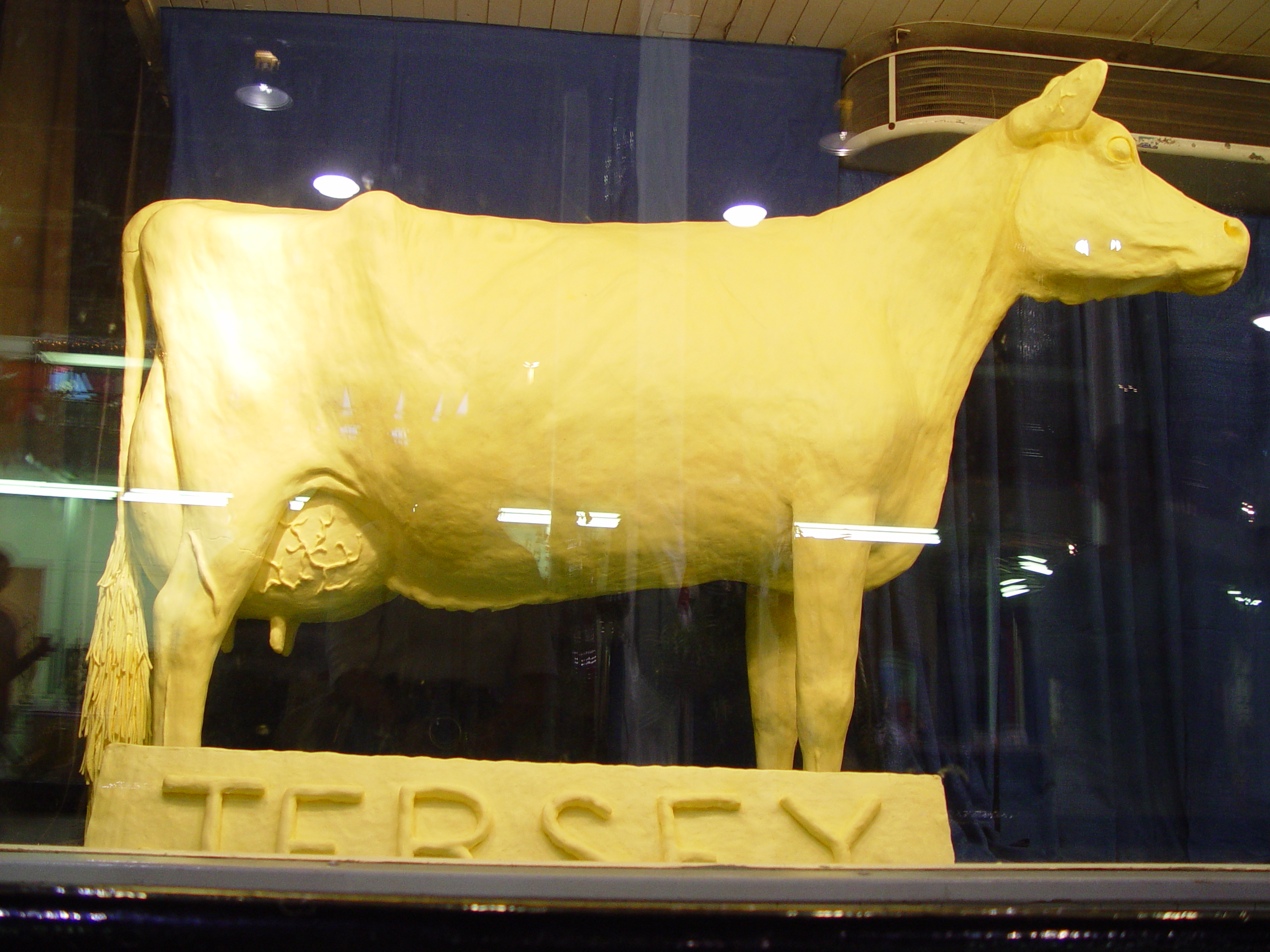
Butterkuh auf der Iowa State Fair (2002)

Die Iowa State Fair bietet eine Vielfalt an Veranstaltungen und Highlights, darunter:
- landwirtschaftliche Ausstellungen: Die Messe bietet eine breite Palette von landwirtschaftlichen Ausstellungen, bei denen Vieh, Pflanzen, landwirtschaftliche Maschinen und Produkte gezeigt werden. Besucher haben die Möglichkeit, sich über die Landwirtschaft in Iowa zu informieren und die neuesten Entwicklungen in der Branche zu entdecken.
- Wettbewerbe: Die Messe ist bekannt für ihre Wettbewerbe, bei denen die Teilnehmer Preise für landwirtschaftliche Produkte, handwerkliche Arbeiten, Kochkünste, Gartenbau und mehr gewinnen können.
- Unterhaltung: Die Iowa State Fair bietet eine Bandbreite an Unterhaltungsmöglichkeiten, darunter Konzerte, Live-Musik, Comedy-Shows, Zirkusvorstellungen und Talentwettbewerbe.
- Essen: Die Messe ist bekannt für ihre vielfältige Auswahl an Essen und Getränken, darunter klassische Messeleckereien wie gebratene Lebensmittel, Eiscreme, Maiskolben und mehr. Jedes Jahr gibt es auch neue und innovative kulinarische Kreationen.
- Fahrgeschäfte und Attraktionen: Die Iowa State Fair bietet eine Vielzahl von Fahrgeschäften und Attraktionen, die von Achterbahnen über Karussells bis hin zu Spielen reichen.
- eine Besonderheit in Iowa ist die traditionelle Butterkuh (engl. Butter Cow)[1], die seit 1911 jedes Jahr von einem eigens dafür ausgebildeten traditionellen Bildhauer (engl. butter sculptor; derzeit der vierte seit 1911) neu geschaffen wird.

## Kulturelle Bedeutung
Die Iowa State Fair ist mehr als nur eine Messe – sie ist ein kulturelles Ereignis, das die Gemeinschaft zusammenbringt und stolz auf die landwirtschaftlichen Traditionen des Bundesstaates ist. Die Messe bietet den Besuchern die Möglichkeit, in die Landwirtschaft einzutauchen, Unterhaltung zu genießen und die Vielfalt von Iowa zu feiern.
Die Iowa State Fair ist eine jährliche Tradition, die sowohl Einheimische als auch Touristen gleichermaßen begeistert. Mit ihrer langen Geschichte, ihren vielfältigen Veranstaltungen und ihrer festen Verwurzelung in der Gemeinschaft ist die Messe ein lebendiges Beispiel für die landwirtschaftliche Tradition und den kulturellen Reichtum des Bundesstaates Iowa.

## Besucher
Die Iowa State Fair hat pro Jahr ca. 1 Mio. Besucher. In Wahljahren ist es seit Jahren üblich, dass alle Präsidentschaftskandidaten die Iowa State Fair besuchen.